# سمية أردوغان
سمية أردوغان (بالتركية: Sümeyye Erdoğan) (ولدت في 22 آب عام 1985 في مدينة إسطنبول، تركيا) هي ابنة الرئيس التركي رجب طيب أردوغان، عندها إخوة جميعهم أكبر منها. في عام 2013 كانت إحدى مستشاري أبيها الذي كان رئيس الوزراء حينها.

## عائلتها
والدها الرئيس التركي رجب طيب أردوغان وأمها أمينة اردوغان. لديها أخوان وأخت هم: أحمد براق ونجم الدين بلال وإسراء أردوغان زوجة المهنس التركي سلجوق بيرقدار. في شهر أيار من عام 2016 تمت خطبتها لسلجوق البيرقدار وتم زواجهما في 14 من نفس الشهر.

## تعليمها
أنهت تعليمها الثانوي في ثانوية أراكلي الإسلامية في طرابزون. تابعت تعليمها في الولايات المتحدة الأمريكية بعد عدم تخطيها امتحان القبول للجامعة في عام 2002.
حصلت على درجة البكالوريوس في تخصص العلوم السياسية والاجتماعية من جامعة إنديانا بالاستفادة من منحة مقدمة من أحد رجال الأعمال. بعد إتمامها لتعليمها عام 2005 حصلت على درجة الماجستير في مجال الاقتصاد من كلية لندن للاقتصاد.

## حياتها العملية
في عام 2010 أصبحت شريكة في شركة دوروك ازجارا للغذاء التجارية المحدودة.

## حياتها السياسية

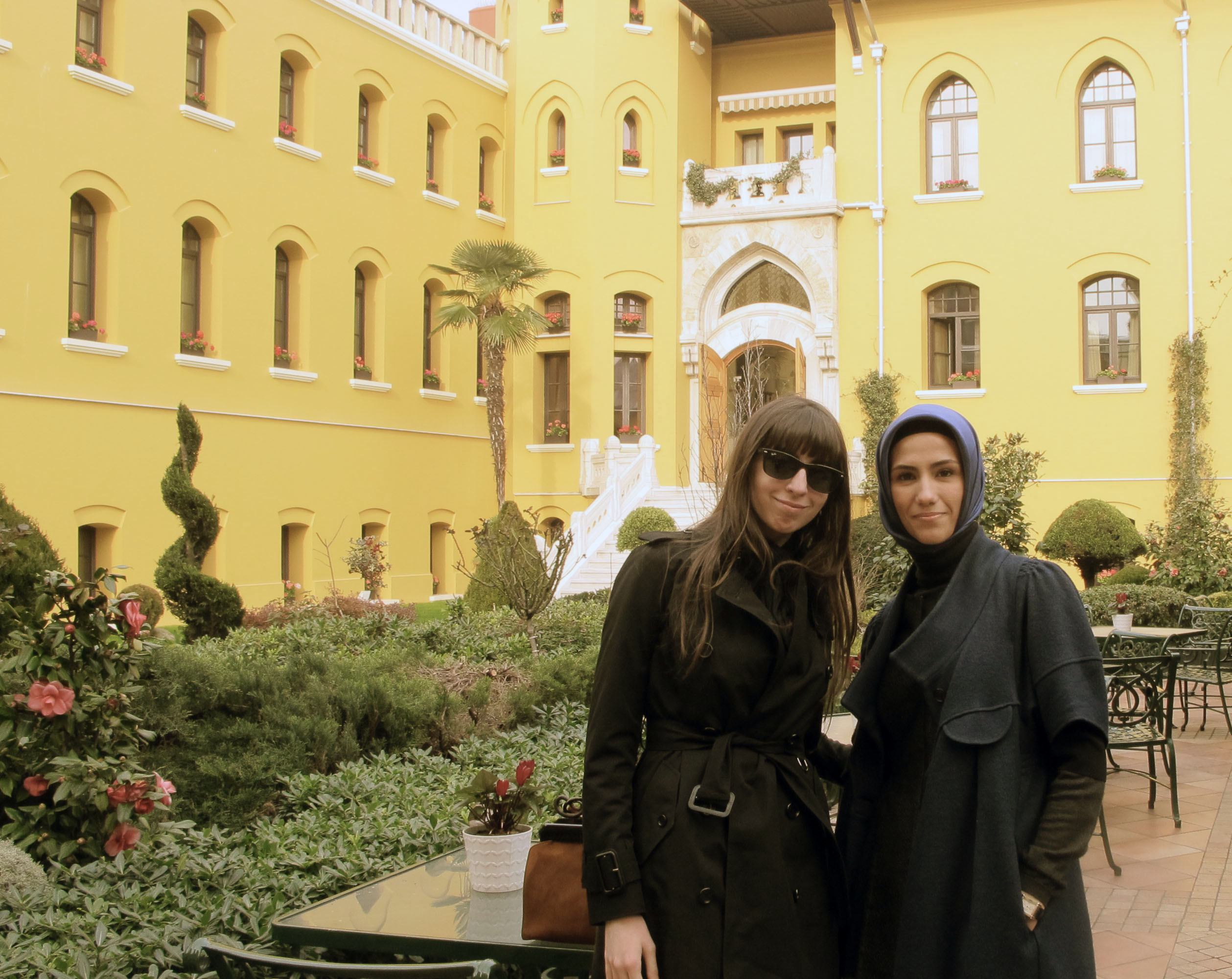
سمية أردوغان وفلورنسيا كيرجينار ابنة رئيسة الارجنتين كريستينا فرنانديز دي كيرشنر. في فندق فور سيسونز في منطقة السلطان أحمد.

بدأت في عام 2010 عملها كمستشارة مسؤولة عن العلاقات الخارجية لحزب العدالة والتنمية ومتابعة انعاكاساته في الصحافة العالمية.
ومن هذا المجال قد شاركت في العديد من الرحلات لخارج البلاد (تركيا). وقد شاركت في العديد من اللقاءات بين الحكومة والعديد من الفنانين خلال احتجاجات تقسيم جيزي بارك. وقد دعيت لحضور اجتماعات البرلمان ونقلها إلى جدول أعماله.